# تحقیقات بازاریابی
تحقیقات بازاریابی (به انگلیسی: Marketing research) عبارت است از فعالیت‌هایی که ارتباط لازم را بین مصرف‌کنندگان، خریداران و مدیران بازاریابی از طریق تبادل اطلاعات برقرار می‌کند.
در ابتدا هدف بازاریابی، پیدا کردن تکنیک‌هایی برای افزایش فروش بود و فهم و درک مشتریان هیچ جایگاهی در بازاریابی نداشت اما با گذر زمان و پیشرفت تکنولوژی تولید و پیشی گرفتن تولید کالاها و عرضه نسبت به تقاضا، مدیران بازاریابی به‌طور فزاینده‌ای اهمیت فهم و درک مشتریان پی بردند و امروز شعار بازاریاب‌ها این است: شناخت و درک خریداران به صورت انفرادی همراه با شناخت یک بخش بازاریابی تخصصی. امروزه تمامی شرکت‌های پیشرو در عرصه تولید و تجارت، جهت اثر بخشی بازاریابی از مجموعه‌ای از فنون تحقیقات بازاریابی بهره می‌گیرند و تحقیقات بازاریابی یکی از قوی‌ترین و مؤثرترین ابزارهای تصمیم سازی برای مدیران بازاریابی به‌شمار می‌رود. در گذشته تحقیقات بازاریابی عبارت بود از روش جمع‌آوری و تجزیه و تحلیل اطلاعات برای کمک به مدیران در اخذ تصمیمات مطلوب بازاریابی اما از دهه ۱۹۹۰ به این‌طرف تحقیقات بازاریابی یکی از اجزای مکمل مراحل تصمیم‌گیری تلقی می‌شود.
در تعریفی ساده، تحقیقات بازاریابی فرایندی است که سازمان را به بازار هدف از طریق جمع‌آوری اطلاعات مرتبط می‌کند. اطلاعات حاصله از تحقیقات بازار در کنار تجربه و دانش مدیران راهبردی، راهنمای آن‌ها در انتخاب تصمیم‌های درست به‌شمار می‌آید.
تحقیقات بازاریابی نخستین گام در راه شناختن خریداران و تحلیل رقبا است و در نتیجه زیربنای مدیریت سازمان‌هایی است که برنامه کار خود را با توجه به نیازها و خواسته‌های مشتریان تنظیم می‌کند.
از تحقیقات بازاریابی در تعیین سیاست‌های بازاریابی استفاده می‌شود و به این ترتیب از عوامل قابل کنترل و خارج از کنترل بازار به بهترین صورت استفاده می‌شود. در واقع تحقیقات بازار کمکی برای کارخانه‌های تولیدی است تا خطر اتخاذ تصمیم‌های اشتباه در آن‌ها کم شود، یا در کمپین‌های تبلیغاتی به این آگاهی برسند که مخاطب چه چیزی را دوست دارد، یا اینکه بعد از کمپین به تأثیر تبلیغ خود پی ببرند.
تلاش‌های متعددی برای تعریف تحقیقات بازاریابی صورت گرفته و بعضی از آن‌ها سبب شده‌است تا «تحقیقات بازار» به جای «تحقیقات بازاریابی» استفاده شود و همه جنبه‌های آن را پوشش دهد. با این وجود یک تفاوت اساسی بین دامنه فعالیت‌هایی که این دو واژه را پوشش می‌دهند، وجود دارد. مسوولیت تحقیقات بازار بسیار گسترده‌است، درحالی که تحقیقات بازاریابی به یافتن اطلاعات در مورد بازار یک محصول خاص محدود می‌شود. امروزه بازاریابی به عنوان یک وظیفه خاص مدیریتی است که کلیه فعالیت‌های مرتبط با توسعه، تولید و توزیع محصولات به بازارهای خاص، یعنی جایی که باید رضایت مصرف‌کنندگان آن‌ها تأمین شود را در بر می‌گیرد؛ بنابراین تحقیقات بازاریابی، توسعه محصول، شناخت بازار، روش‌های مناسب فروش، توزیع، تبلیغ و تسهیلات خدمات/فروش را در بر می‌گیرد و در واقع، همه جنبه‌های فعالیت‌های کسب و کار از «مرحله ایده» تا «رضایت مشتری» را پوشش می‌دهد.

## نمونه‌گیری در تحقیقات بازاریابی
انواع نمونه‌گیری در تحقیقات بازاریابی به تصادفی (احتمالی) و غیر تصادفی (غیر احتمالی) تقسیم می‌شود. در نمونه‌گیری تصادفی هر واحد جامعه شانس انتخاب شدن به‌طور مساوی را دارد. در نمونه‌گیری غیر تصادفی این‌گونه نیست، بلکه این قضاوتی و هدفمند است؛ یعنی انتخاب نمونه به قضاوت فرد بستگی دارد، نه مطابق با نظریه احتمال.

## تحقیق بازار اولیه و تحقیق بازار ثانویه
داده‌ها در تحقیقات بازاریابی به دو دسته اولیه و ثانویه تقسیم می‌شوند:
- تحقیق بازار اولیه جمع‌آوری داده‌های جدید است؛ داده‌هایی که پیش از این گردآوری نشده‌اند. پرسشنامه کاغذی، نظرسنجی و پرسشنامه آنلاین و مصاحبه نمونه شیوه‌های جمع‌آوری اطلاعات در تحقیقات بازار اولیه هستند.
- تحقیق بازار ثانویه شامل جمع‌آوری و بررسی داده‌هایی است که در حال حاضر وجود دارند. در هر گام از فرایند تحقیقات بازار که داده‌ها مستقیماً از شیوه‌هایی مانند مصاحبه و پرسشنامه گردآوری نمی‌شوند، تحقیق بازار ثانویه در حال انجام است.

داده‌های ثانویه را می‌توان از لحاظ مزایا، مشکلات پیش رو، منابع داخلی و منابع خارجی بررسی کرد.

## نتایج تحقیقات بازار
پس از انجام پروسه جمع‌آوری و تحلیل و بررسی داده‌ها دربارهٔ حوزه فعالیت کسب و کار خود و رقیبان، علاقه‌مندی و جنبه روانشناختی مخاطبان بازار هدف و … باید اقداماتی در این زمینه انجام گیرد که در این بین پیدا کردن نقاط قوت و ضعف کسب و کار خود و رقیبان برای بازتاب این عوامل به سود کسب و کار خود بسیار با اهمیت می‌باشد. می‌توانیم از مدلهای تحلیلی مانند SWOT یا ماتریس بوستون، ماتریس SEM استفاده کنیم.
شناخت هرچه بهتر پتانسیل کسب و کار خود و رقیبان، این فرصت را در اختیار ما قرار می‌دهد که بتوانیم زمینه‌هایی که بستر فعالیت‌های بازاریابی کسب و کار ماست را پیدا کنیم. پس از بررسی‌های لازم در این زمینه، باید با توجه به میزان اهمیت حوزه‌های فعالیتی، هزینه و قت خود را به گونه ای صرف کنیم که بیشترین بازخورد را از این فعالیت‌ها بگیریم و این امر موفقیت‌آمیز نخواهد بود مگر با ایجاد بستری برای فعالیت در این حوزه و اولین قدم در این زمینه، انتخاب یک پلتفرم در فضای وب و ایجاد و بهبود وب سایتی برای کسب و کار شماست. 